# Phyllostomini
Phyllostomini – plemię ssaków z podrodziny liścionosów (Phyllostominae) w obrębie rodziny liścionosowatych (Phyllostomidae).

## Rozmieszczenie geograficzne
Plemię obejmuje gatunki występujące w Ameryce.

## Podział systematyczny
Do plemienia należą następujące rodzaje:
- Gardnerycteris Hurtado & Pacheco, 2014
- Lophostoma d’Orbigny, 1836 – czuboustek
- Tonatia J.E. Gray, 1827 – tonatia
- Phylloderma W.C.H. Peters, 1865 – liścioskórek – jedynym przedstawicielem jest Phylloderma stenops W.C.H. Peters, 1865 – liścioskórek jasnolicy
- Phyllostomus de Lacépède, 1799 – liścionos